# Estadio Carlos Dittborn
Het Estadio Carlos Dittborn   is een voetbalstadion in Arica in het uiterste noorden van Chili. Het werd gebouwd in de aanloop van de WK voetbal in 1962. Carlos Dittborn is vernoemd naar de voorzitter van het organisatiecommittee van de WK die een maand voor het begin van het toernooi overleed.

## WK interlands
Tijdens de WK werden alle zes wedstrijden van groep A en een kwartfinale in het stadion gespeeld.
| № | Datum        | Wedstrijd                 | Uitslag | Competitie             | Toeschouwers |
| - | ------------ | ------------------------- | ------- | ---------------------- | ------------ |
| 1 | 30 mei 1962  | Uruguay – Colombia        | 2 – 1   | WK 1962 groepsfase (A) | 7.908        |
| 2 | 31 mei 1962  | Sovjet-Unie – Joegoslavië | 2 – 0   | WK 1962 groepsfase (A) | 15.000       |
| 3 | 2 juni 1962  | Joegoslavië – Uruguay     | 3 – 1   | WK 1962 groepsfase (A) | 8.829        |
| 4 | 3 juni 1962  | Sovjet-Unie – Colombia    | 4 – 4   | WK 1962 groepsfase (A) | 8.040        |
| 5 | 6 juni 1962  | Sovjet-Unie – Uruguay     | 2 – 1   | WK 1962 groepsfase (A) | 9.973        |
| 6 | 7 juni 1962  | Joegoslavië – Colombia    | 5 – 0   | WK 1962 groepsfase (A) | 7.167        |
| 7 | 10 juni 1962 | Chili – Sovjet-Unie       | 2 – 1   | WK 1962 kwartfinale    | 17.268       |

Estadio Nacional (Santiago) · Estadio Sausalito (Viña del Mar) · Estadio Braden Copper Co. (Rancagua) · Estadio Carlos Dittborn (Arica)